# (34079) Samoylova
2000 PD1 (asteroide 34079) é um asteroide da cintura principal. Possui uma excentricidade de 0.12721150 e uma inclinação de 6.77406º.
Este asteroide foi descoberto no dia 1 de agosto de 2000 por LINEAR em Socorro.